# Gods of War
Gods of War es el décimo álbum de la banda americana de heavy metal Manowar, editado en 2007.

## Lista de canciones
01. Overture To The Hymn Of The Immortal Warriors  - 6:21
 
02. The Ascension - 2:31
 
03. King Of Kings - 4:20
 
04. Army Of The Dead, Part I - 2:00
 
05. Sleipnir - 5:15
 
06. Loki God Of Fire - 3:51
 
07. Blood Brothers - 4:55
 
08. Overture To Odin - 3:43
 
09. The Blood Of Odin - 4:00
 
10. Sons Of Odin - 6:25
 
11. Glory Majesty Unity - 4:43
 
12. Gods Of War - 7:27
 
13. Army Of The Dead, Part II - 2:22
 
14. Odin - 5:30
 
15. Hymn Of The Immortal Warriors - 5:30
 
16. Die For Metal - 5:20

## Aspectos destacables
El disco incluye abundante orquestación y coros, además de numerosas introducciones.

El tema "Overture To The Hymn Of The Immortal Warriors" (01) es el preludio a "Hymn Of The Immortal Warriors" (15).

"The Ascension" (02) introduce a "King Of Kings" (03).

"Army Of The Dead, Part I" (04) y "Army Of The Dead, Part II" (13) son dos variaciones del mismo tema.

"Overture To Odin" (08) introduce a "Odin" (14).

"The Blood Of Odin" (09) es una narración que introduce a "Sons Of Odin" (10).

"Glory Majesty Unity" (11) es una narración que introduce a "Gods Of War" (12).

La narración "Glory Majesty Unity" es una variante de "The Warriors Prayer" del disco "Kings Of Metal" (1988) de Manowar, y está narrado por la misma voz.

## Definición
Este disco se considera como una obra maestra conceptual del conjunto Manowar[cita requerida], contiene temas con la fuerza habitual de este grupo, combinado con el uso frecuente de orquesta, coros, e introducciones ambientadas con efectos de sonido. A pesar de esto, muchos fanes se han mostrados disconformes con este disco, haciendo hincapié en la gran cantidad de interludios relatados que tiene el mismo.